# Камерон ЗПГ (термінал/завод)
Камерон ЗПГ – інфраструктурний об’єкт для прийому та регазифікації зрідженого природного газу у штаті Луїзіана. В середині 2010-х років через падіння попиту на послуги регазифікації вирішено спорудити на його основі завод із зрідження природного газу.
Розташований в Hackberry на каналі Calcasieu, в 18 милях від узбережжя Мексиканської затоки. Добова регазифікаційна потужність терміналу становить 42,4 млн. м3. Для зберігання ЗПГ призначається сховище у складі трьох резервуарів загальним об’ємом 480000 м3. Портове господарство складається з двох причалів, які можуть обслуговувати газові танкери вантажоємністю Q-flex (220000 м3). Термінал з`єднано з газотранспортною мережею за допомогою перемички довжиною 36 миль.
Експлуатація терміналу розпочалась у 2009 році. Проте вже у середині 2010-х років внаслідок «сланцевої революції» США перетворились на нетто-експортера природного газу. З цієї причини власники об`єкту вирішили використати його потужності для розміщення заводу із виробництва ЗПГ. Станом на 2016 рік тут ведеться спорудження трьох технологічних ліній з сумарною річною потужністю 13,9 млн.т ЗПГ (19,5 млрд.м3). Їх введення в експлуатацію планується на 2018-2019 роки.
У випадку наявності достатнього попиту, можливе розширення заводу шляхом спорудження двох додаткових ліній з доведенням потужності до 24,92 млн. т на рік (34,9 млрд.м3).